# Schahrestan (Städtebau)
Schahrestan oder Schahristan (persisch شهرستان, DMG Šahrestān, ‚Stadtort‘) ist bei mittelalterlichen Städten in Zentralasien der von einer Stadtmauer mit Türmen und Toren umgebene Stadtkern. Innerhalb des Schahrestan befindet sich oft noch eine eigens ummauerte Zitadelle. Außerhalb der Stadtmauern liegen mit Rabat (= Vorstadt) bezeichnete Siedlungen.